# Dunajovice
Dunajovice är en ort i Tjeckien.   Den ligger i regionen Södra Böhmen, i den centrala delen av landet, 120 km söder om huvudstaden Prag. Dunajovice ligger 459 meter över havet och antalet invånare är 190.
Terrängen runt Dunajovice är platt. Runt Dunajovice är det ganska glesbefolkat, med 38 invånare per kvadratkilometer. Närmaste större samhälle är České Budějovice, 17,4 km väster om Dunajovice. I omgivningarna runt Dunajovice växer i huvudsak blandskog.